# 簸箕柳
簸箕柳（学名：Salix suchowensis）是杨柳科柳属的植物，是中国的特有植物。分布在中国大陆的山东、河南、浙江、淮河中下游冲积平原、江苏等地，生长于海拔2,100米的地区，目前尚未由人工引种栽培。